# Club Sport Chancay
El Sport Chancay es un club de fútbol peruano de la ciudad de Chancay en la provincia de Huaral, departamento de Lima. Fue fundado en 1914 y actualmente participa en la Copa Perú desde la Liga Distrital de Chancay.

## Historia
Sport Chancay fue fundado el 14 de febrero de 1914 en el domicilio del señor Santiago Ortiz y como primer presidente fue elegido David Bernaly.
A inicios de 1986 llegó a la final de la zona norte de la Etapa Departamental de Lima (correspondiente a 1985) pero fue eliminado tras perder por penales ante Real Independiente de Santa María.
En 2015 logró el título de la Segunda División de la Liga de Chancay tras vencer 4-2 a Juventud Chancay y obtuvo el ascenso a la Primera División distrital. En 2018 regresó a la Segunda distrital tras perder en el desempate por 2-1 ante Alfonso Ugarte de Cerro La Culebra. Al año siguiente retornó a la Primera distrital.

## Sede
El local del club Sport Chancay está ubicado en la calle Mariscal Cáceres N.º 120 en la ciudad de Chancay.

## Rivalidades
El club tuvo como clásico rival al Social Chancay, actualmente desaparecido, con quien disputaba el Clásico Chancayano.

## Entrenadores
- Endalio Espinoza (2020)
- José Cañamero (2024)

## Palmarés

### Torneos regionales
- Liga Distrital de Chancay: 1973, 1974, 1985.